# NRF 리그 원
NRF 리그 원(영어: NRF League One)은 뉴질랜드 아마추어 축구 리그이다. 리그는 오클랜드 축구 연맹과 북부 축구 연맹이 합쳐진 북부 지역 축구에서 운영하며 노스랜드와 오클랜드에 위치한 구단들이 리그에 참가한다. 와이BOP 리그 원 과 함께 북섬 북부 축구 5부 리그를 구성한다. 2022년까지는 NRF 챔피언십이라는 이름으로 불렸다.
리그는 4월부터 9월까지 진행되며 리그 우승팀은 NRFL 콘퍼런스로 승격된다. 2022년까지 2위 팀은 와이BOP 프리미어십(현재 와이BOP 리그 원)의 챔피언과 함께 플레이오프에 참가하며 승자는 승격된다.
이 리그에서 각 클럽을 대표하는 한 팀만 이 리그와 그 이상으로 진출할 수 있다. 만약 팀이 NRF 챔피언십으로 승격하기 위한 기준을 충족하지 못하면 이 리그에서 팀이 강등되지 않는다.